# Haldenstøver
Der Haldenstøver ist eine von der FCI (Nr. 267, Gr. 6, Sek. 1.2) anerkannte norwegische Hunderasse.

## Herkunft und Geschichtliches
Die erste Erwähnung ist um 1895 bei Beckmann zu finden, der den Halden als einzige norwegische Bracke bezeichnet, weitere Namen waren Norsk Stöfvae,  Hare- oder Rävehund. Wie die Weiterentwicklung zum Halden stattfand, ist nicht mehr herauszufinden, vermutlich wurden English Foxhound mit eingekreuzt. Fest steht, dass die Reinzucht im südnorwegischen Halden begann.
Erst um 1950 anerkannt, stand die Rasse kurz vor dem Aussterben. Dank mühevoller Zuchtarbeit weniger Enthusiasten ist er jetzt wieder häufiger zu sehen.

## Beschreibung
Die Farben der Hunde sind weiß mit schwarzen Abzeichen, lohfarbene Schattierungen bei einem Fell, das rau ist, sehr dicht und gerade, mit dichter Unterwolle. Mittelgroße Hängeohren runden das Bild ab.

## Verwendung
Der Haldenstøver findet als Jagd- und Begleithund Verwendung.